# Alchemilla homoeophylla
Alchemilla homoeophylla é uma espécie de rosácea do gênero Alchemilla, pertencente à família Rosaceae.